# 白玛玉珍
白玛玉珍，中华人民共和国政治人物、全国脱贫攻坚先进个人。

## 生平
白玛玉珍任拉萨市民政局党组副书记、局长。因在脱贫攻坚战中作出突出贡献，2021年2月25日全国脱贫攻坚总结表彰大会上，白玛玉珍被授予“全国脱贫攻坚先进个人”。